# Episcopia ortodoxă Angamaly
Angamaly este o episcopie ortodoxă orientală din India. Actualul episcop este Yuhanon Mar Policarpus, care a fost înscăunat în februarie 2009. 
Această episcopie face parte din Biserica Ortodoxă Siriană din Malankara.